# Aidan Dodson
Aidan Mark Dodson (* 11. September 1962 in London) ist ein britischer Ägyptologe.

## Leben
Nach dem Abschluss der Grammar School in Langley, Berkshire begann Dodson 1981 zunächst ein Studium an der University of Durham und wechselte 1982 an die University of Liverpool, wo er 1985 mit einem Bachelor (Bachelor Honours) im Fach Archäologie des östlichen Mittelmeerraums (Archaeology of the Eastern Mediterranean) abschloss. Es folgte ein Studium der Ägyptologie und Museum Practice an der University of Cambridge, das er 1986 mit einem Master-Abschluss beendete. 1995 erfolgte die Promotion. 1996 ging Dodson als Visiting Fellow an die University of Bristol. Am dortigen Department of Archaeology & Anthropology wurde er 2005 Research Fellow. Seit 2009 ist er Senior Research Fellow.
Dodsons Forschungsschwerpunkte umfassen vor allem die Bestattungspraxis und die dynastische Geschichte des Alten Ägypten, die Geschichte der Ägyptologie und daneben die königlichen Gräber Europas. Er ist Mitglied mehrerer ägyptologischer Organisationen und seit 2011 Vorsitzender der Egypt Exploration Society. Dodson ist außerdem Mitherausgeber des populärwissenschaftlichen Magazins KMT. A Modern Journal of Ancient Egypt.

## Schriften
- Egyptian Rock-cut Tombs (= Shire Egyptology Bd. 14). Shire, Princes Risborough 1991, ISBN 0-7478-0128-2.
- The Canopic Equipment of the Kings of Egypt. Kegan Paul International, London u. a. 1994, ISBN 0-7103-0460-9.
- Monarchs of the Nile. Rubicon Press, London 1995, ISBN 0-948695-20-X.
- mit Salima Ikram: Royal Mummies in the Egyptian Museum. American University in Cairo Press, Kairo 1997, ISBN 977-424-431-1.
- mit Salima Ikram: The Mummy in Ancient Egypt. Equipping the Dead for Eternity. Thames and Hudson, London 1998, ISBN 0-500-05088-0.
- After the Pyramids. The Valley of the Kings and Beyond. Rubicon Press, London 2000, ISBN 0-948695-52-8.
- The Hieroglyphs of Ancient Egypt. New Holland, London u. a. 2001, ISBN 1-85974-918-6 (In deutscher Sprache: Hieroglyphen im Alten Ägypten. Lempertz Edition und Verlagsbuchhandlung, Bonn 2008, ISBN 978-3-939908-65-4).
- The Pyramids of Ancient Egypt New Holland, London u. a. 2003, ISBN 1-84330-495-3.
- mit Dyan Hilton: The Complete Royal Families of Ancient Egypt. Thames & Hudson, London 2004, ISBN 0-500-05128-3.
- The Royal Tombs of Great Britain. An Illustrated History. Duckworth, London 2004, ISBN 0-7156-3310-4.
- mit Salima Ikram: The Tomb in Ancient Egypt. Royal and Private Sepulchres from the Early Dynastic Period to the Romans. Thames & Hudson, London 2008, ISBN 978-0-500-05139-9.
- Amarna Sunset. Nefertiti, Tutankhamun, Ay, Horemheb, and the Egyptian Counter-Reformation. American University in Cairo Press, Kairo u. a. 2009, ISBN 978-977-416-304-3.
- Poisoned Legacy. The Decline and Fall of the Nineteenth Egyptian Dynasty. American University in Cairo Press, Kairo u. a. 2010, ISBN 978-977-416-395-1.
- mit Bill Manley: Life Everlasting. National Museums Scotland Collection of Ancient Egyptian Coffins National Museums Scotland, Edinburgh 2010, ISBN 978-1-905267-17-0.
- Afterglow of Empire. Egypt from the fall of the New Kingdom to the Saite Renaissance. American University in Cairo Press, Kairo u. a. 2012, ISBN 978-977-416-531-3.
- The Royal Tombs of Ancient Egypt. Pen and Sword Books, Barnsley 2016, ISBN 978-1-4738-2159-0.
- Nefertiti. The Queen and Pharaoh of Egypt. Her Life and Afterlife. American University in Cairo Press, Kairo 2020, ISBN 978-977-416-990-8.
- Tutankhamun, King of Egypt: His Life and Afterlife (Lives and Afterlives). American University in Cairo Press, Kairo 2022, ISBN 978-1-64903-162-4.